# Friedrich Schluckebier der Ältere
Friedrich Schluckebier der Ältere (* 17. Dezember 1845 in Basdorf (Vöhl); † 29. November 1902 in Barmen) war ein deutscher Bildhauer.

## Leben

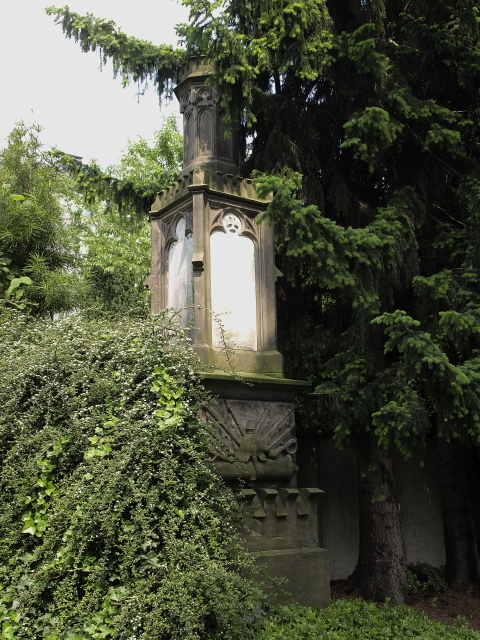
Kriegerdenkmal für die in Barmer Lazaretten gestorbenen Krieger des Feldzugs 1870/71 auf dem evangelisch reformierten Friedhof an der Bartholomäusstraße

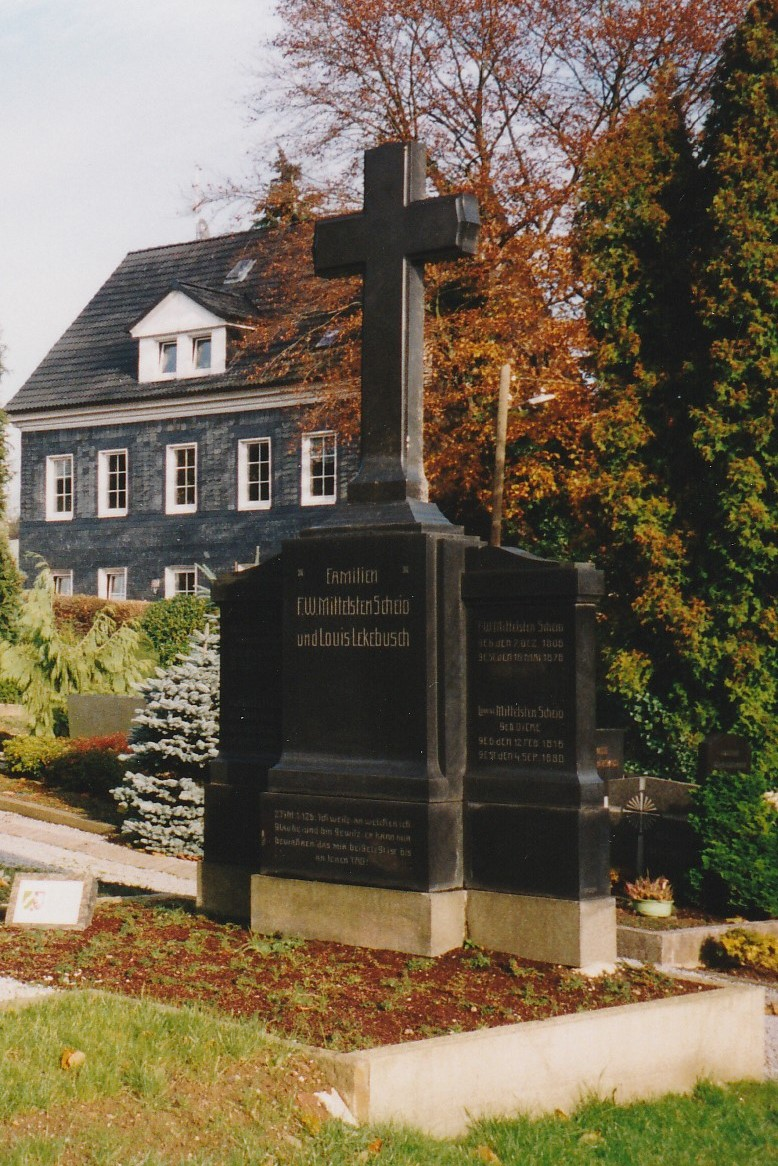
Die unter Denkmalschutz stehende Grabstätte der Fabrikantenfamilien Mittelsten-Scheid und Lekebusch

Friedrich Schluckebier gründete am 1. April 1872 in der Heckinghauser Straße 53 von Barmen eine Stein- und Bildhauerei. 1899 befand sich das Geschäft in der Lichtenplatzer Straße 20 (die später in Untere Lichtenplatzer Straße 20 umbenannt wurde).
Im General-Anzeiger für Elberfeld-Barmen inserierte er sein „permanentes Lager in Grabdenkmälern aus Sandstein, Marmor, Granit und Syenit in verschiedenen Stylarten und jeder gewünschten Inschrift. Sauberste Ausführung und streng reelle Bedienung.“
Nach seinem frühen Tod übernahm sein Sohn Friedrich Schluckebier der Jüngere den Betrieb, den er bis 1954 leitete.

## Werke (Auswahl)
Schluckebier vertrieb seine Arbeiten auch über die Grenzen von Barmen hinaus, so befindet sich auf dem Friedhof von Lieberhausen (Bonte Kerk) bei Gummersbach ein von ihm geschaffenes Grabmal für Wilhelm Lamberti, den 1875 verstorbenen ersten Lehrer der Gemeinde.
Weitere Arbeiten Schluckebiers sind 1873 das Kriegerdenkmal in neugotischem Stil für die in Barmer Lazaretten gestorbenen Krieger des Feldzugs 1870/71 auf dem evangelisch reformierten Friedhof an der Bartholomäusstraße sowie sein Kriegerdenkmal von 1880 für die in Barmer Lazaretten gestorbenen Krieger des Feldzugs 1870/71 auf dem katholischen Friedhof an der Soldauer Straße (später der Therapiegarten der Kliniken St. Antonius), mit vier Tafeln aus Sandstein.
Der Grabstein über der gemeinsamen Familiengruft von Louis Lekebusch, dessen Schwiegervater Friedrich Wilhelm Mittelsten Scheid und ihren Ehefrauen befindet sich heute noch an der Wuppertaler Friedhofstraße.